# Franz Xaver Christoph Pfyffer von Altishofen
Franz Xaver Christoph Pfyffer von Altishofen (* 21. April 1680 in Luzern; † 29. März 1750 in Augsburg) war ein Schweizer Jesuit, Kontroverstheologe und Kanzelredner.

## Leben

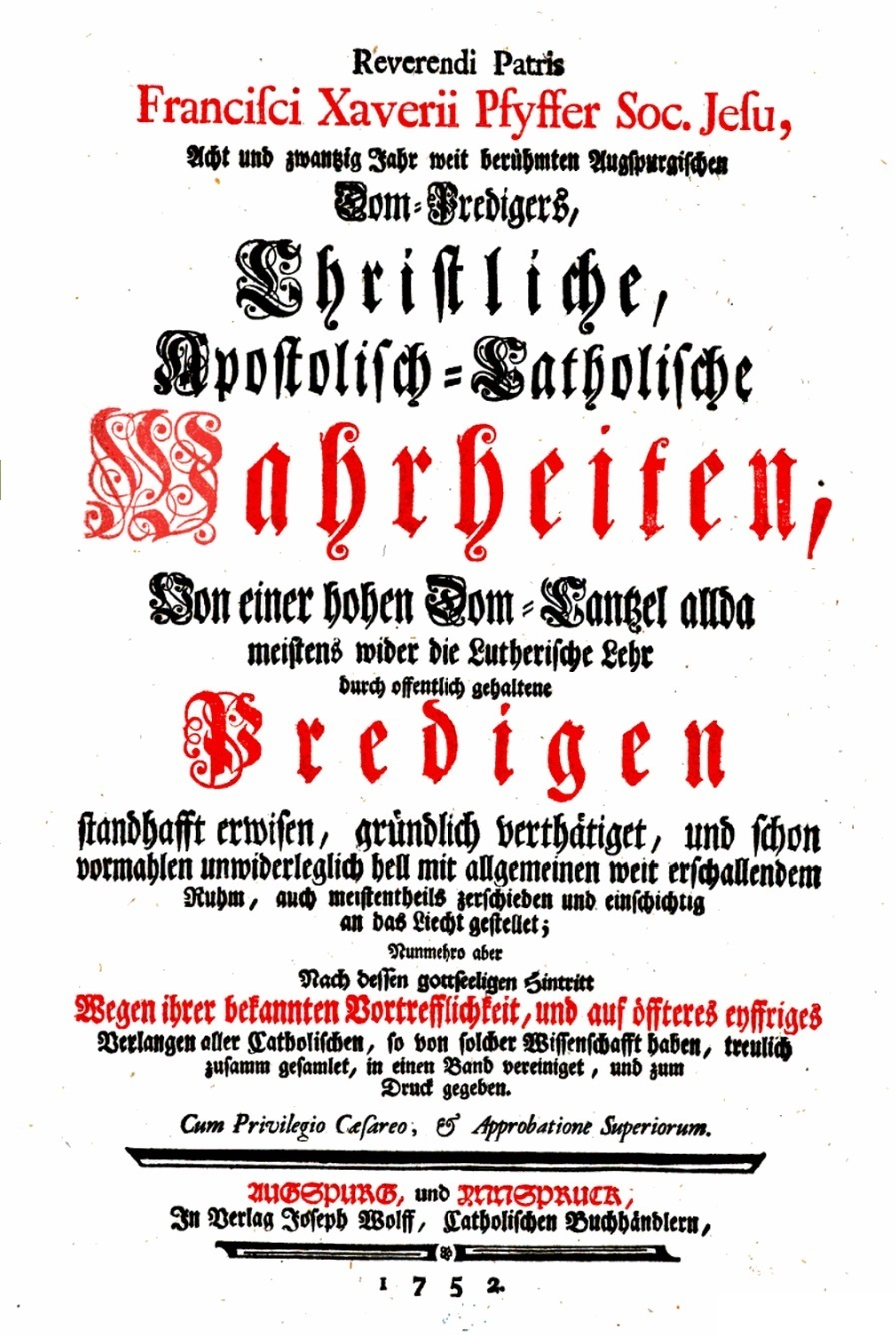
Postume Ausgabe der Predigten Pfyffers (1752)

Franz Xaver Christoph Pfyffer von Altishofen war der älteste Sohn des Christoph Pfyffer und der Maria Anna Ursula Amrhyn. Er machte seine Gymnasialstudien in seiner Vaterstadt, verzichtete aus Neigung zum geistlichen Stand auf seinen Fideikommiss-Titel auf die Herrschaft Altishofen und trat 1696 in Rom in den Jesuitenorden ein. Anschließend studierte er Philosophie und Theologie und wurde 1709 in Konstanz zum Priester geweiht. Er hielt dann  mehrere Jahre lang Philosophiekurse und war von 1716 bis 1722 als Hofprediger in Neuburg an der Donau, Mannheim und Heidelberg tätig. Nach 1722 war er 28 Jahre lang Domprediger in Augsburg, wo er 1750 im Alter von knapp 70 Jahren an einem Schlaganfall starb.
Von Pfyffers zahlreichen und bald nach seinem Tod in Vergessenheit geratenen Schriften verdient die nach seinem Tode veranstaltete Sammlung seiner Predigten (Christliche, Apostolisch-Catholische Wahrheiten … meistens wider die Lutherische Lehr durch offentlich gehaltene Predigen standhafft erwisen, 2 Bde., Augsburg 1752) besondere Erwähnung. In diesen zeigt sich Pfyffer als gewandter Polemiker, der die katholische Lehre mit reichem theologischem Wissen und Beredsamkeit verteidigt. Er galt auch als einer der besten Kanzelredner seiner Zeit. Die lutherische Lehre griff er heftig an und verfasste scharfe Streitschriften gegen die Protestanten. Sein Hauptgegner in Augsburg war der lutherische Prediger an der Barfüßerkirche Gottfried Lomer (1666–1728).

## Werke (Auswahl)
- Warum die Evangelischen das tridentinische Concilium nicht angenommen, 1736
- Wundersame Himmelfahrt Dr. Martin Luthers, 1746
- Das gute und böse der lutherischen Kirche, 1747
- Das von dem Luthertum verworfene, aber durch die hochwürdige Geistlichkeit uns wieder zugestellte Gut, 1750